# ثورة 1772
ثورة 1772 والمعروفة أيضًا باسم الثورة غير الدموية (بالسويدية: Revolutionen)؛ أو انقلاب غوستاف الثالث (Gustav III:s statskupp أو Gustav III:s statsvälvning)؛ اعتبر انقلاباً سويديًا قام به غوستاف الثالث ملك السويد في 19 أغسطس 1772 بحيث تم تقسيم السلطة بين الملك وريكسداغ الطبقات مما أدى إلى نهاية فيما عُرف بـ عصر الحرية وإدخال الدستور السويدي لعام 1772 حيز التنفيذ، والذي من شأنه أن يعزز سلطة الملك.

## الخلفية
عصر الحرية هي فترة في التاريخ السويدي امتدت منذ 1718 حتى 1772، حيث كان لريكسداغ الطبقات سلطات كبيرة وحدد سلطة الملك التي أصبحت صورية نوعام ما، وأيضا شهدت هذه الفترة إدخال إصلاحات مختلفة بما في ذلك حرية الصحافة وإلغاء التعذيب.
ومع ذلك بحلول منتصف القرن الثامن عشر تخلل عصر الحرية فترة من الركود السياسي والفساد، وعلاوة على ذلك أصبح الريكسداغ منقسمًا بشدة وغير قادر على حكم البلاد بشكل فعال، مما أدى إلى دعوات للإصلاح من مختلف الجهات.